# Ceratinella rosea
Ceratinella rosea är en spindelart som beskrevs av Tatyana I. Oliger 1985. Ceratinella rosea ingår i släktet Ceratinella och familjen täckvävarspindlar. Inga underarter finns listade i Catalogue of Life.